# Jordanoleiopus catops
Jordanoleiopus catops är en skalbaggsart som först beskrevs av Jordan 1903.  Jordanoleiopus catops ingår i släktet Jordanoleiopus och familjen långhorningar. Inga underarter finns listade i Catalogue of Life.